# Fichas de López
Fichas de López är en ort i Mexiko.   Den ligger i kommunen Pénjamo och delstaten Guanajuato, i den centrala delen av landet, 300 km väster om huvudstaden Mexico City. Fichas de López ligger 1 747 meter över havet och antalet invånare är 206.
Terrängen runt Fichas de López är kuperad åt nordost, men åt sydväst är den platt. Runt Fichas de López är det ganska tätbefolkat, med 104 invånare per kvadratkilometer. Närmaste större samhälle är La Piedad Cavadas, 14,8 km söder om Fichas de López. I omgivningarna runt Fichas de López växer huvudsakligen savannskog.